# سقین‌سرای
سقین‌سرا یکی از روستاهای استان آذربایجان شرقی است که در دهستان مهران‌رود مرکزی بخش مرکزی شهرستان بستان‌آباد واقع شده‌است. این روستا ۲۲۷۲ نفر جمعیت دارد.